# 2015 UK84
2015 UK84 est un transneptunien découvert en 2015.